# Anglepoise-lampan

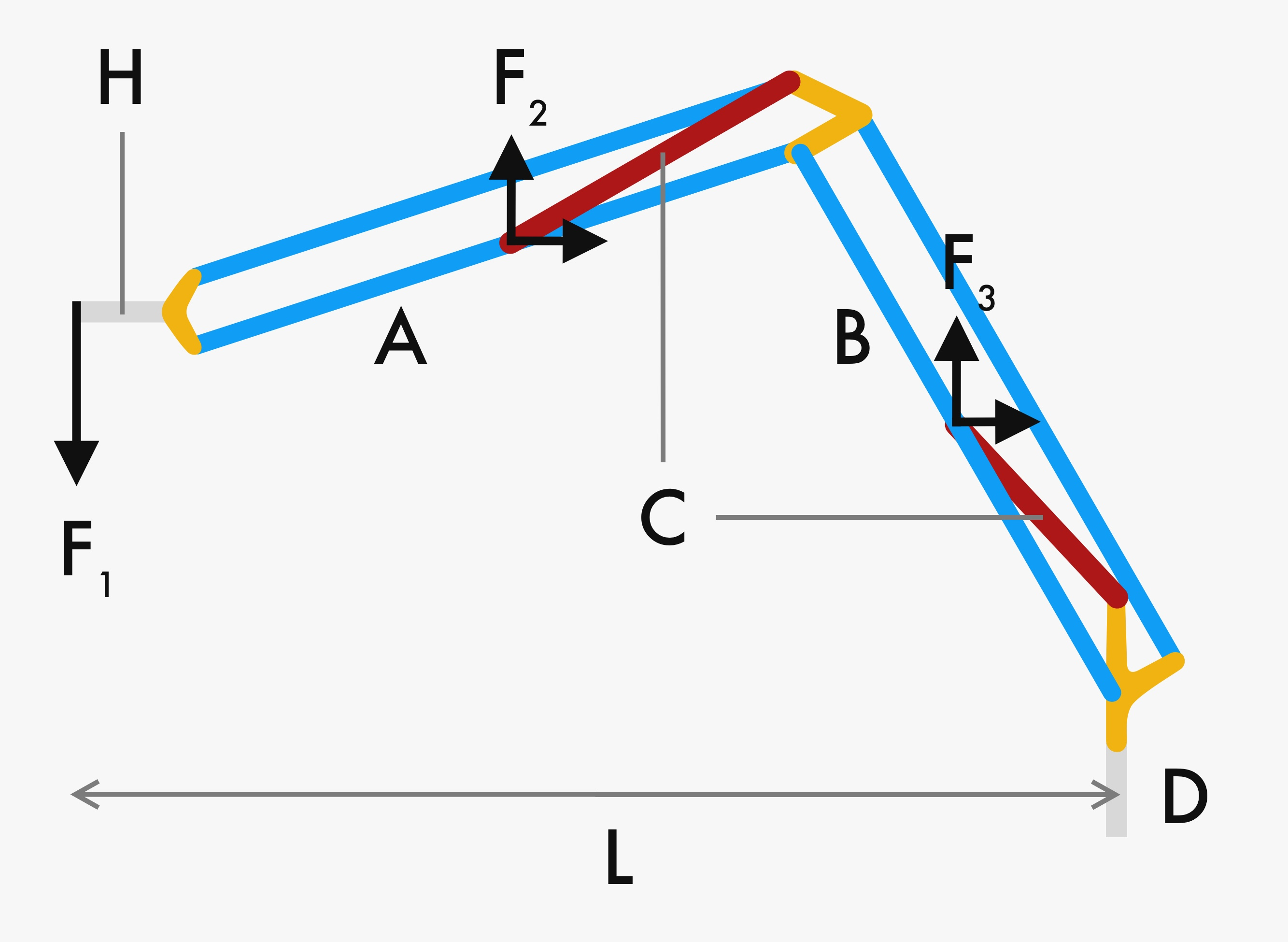
Principskiss för utbalanseringsmekanism med parallellstyrning. Vinkelarmen består av två bärarmar (A och B), som i sin tur består av rörstänger som i respektive bärarm förhåller sig parallellt till varandra (länkparallellogrammer), så att hållaren (H) alltid har samma horisontella läge. Hela konstruktionen är samtidigt en hävarm, där ett på hållaren anbringat föremål påverkas av tyngdkraften (F1,) på ett avstånd (L) från fixeringspunkten (D). Mekaniska dragfjädrar (C) alstrar motkrafter (F2 och F3) proportionellt mot avståndet (L) så att mekanismen alltid befinner sig i jämvikt, balanserar ut i viloläge, enligt mekanikens gyllene regel.

Anglepoise-lampan är en brittisk belysningsarmatur som konstruerades av industridesignern George Carwardine år 1932. Det var den första arbetslampan med utbalanseringsmekanism där spiralfjädrar användes som motvikt.

## Modell nr 1208
År 1932 konstruerade Carwardine den första prototypen till en utbalanserad ledarmatur, med två bärarmar anordnade som parallellogrammer och fyra spirallindade dragfjädrars motvikt, avsedd för elektrisk belysning av arbetsplatser. Modellen fick namnet nr 1208 och kallades Anglepoise-lampan. Ordet anglepoise kan översättas till vinkelbalans på svenska. Denna konstruktion patenterades i Storbritannien och senare i USA men inte i Sverige.
Ledarmaturen gick i serieproduktion hos tillverkaren Herbert Terry & Sons i Redditch från och med år 1934. Tillverkaren hade redan försett Carwardine med spiralfjädrarna till hans första konstruktion. Från början vände sig nr 1208 mest till den professionella industrimarknaden.

## Modell nr 1227
Carwardine samarbetade med Herbert Terry & Sons designer för att ta fram en ny modell som vände sig till den internationella konsumentmarknaden. År 1935 lanserades modell nr 1227. Den modellen har tre motviktsfjädrar istället för fyra och enbart en parallellogram. Uppfinningen mottogs så väl av marknaden att den blev en omedelbar succé.
De tre motviktsfjädrarna på nr 1227 satt placerade nere vid foten. En av fördelarna med det ansågs vara att användare med långt hår slapp trassla in sig i spiralfjädrarna.
Modell nr 1227 fick en förbättrad infästning av reflektorn, som med en gaffelkonstruktion bestående av två skänklar bildar en horisontell axel genom reflektorns tyngdpunkt, för att den skulle kunna roteras utan att påverka utbalanseringens jämviktsförhållande.
Utbalanseringsmekanismen för nr 1227 patenterades av Herbert Terry & Sons även i Sverige med giltighet från och med 1935.

## Utbalanseringsmekanism
Se även engelska: Balanced-arm lamp
Med utbalanseringsmekanism menas att tyngdkraften från ett föremål som är anbringat längst ut på en vinkelarm, motverkas av en lika stor kraft alstrad av exempelvis mekaniska spiralfjädrar fixerade på vinkelarmens rörstänger för att uppnå jämvikt, så att föremålet utan märkbart friktionsmotstånd kan förflyttas och alltid kvarhållas i sitt läge, inom området för mekanismens räckvidd och verksamhet. Utbalanseringsmekanismen bygger på hävstångsprincipen. Hävarmens längd är det horisontella avståndet mellan armens fixeringspunkt (typ ett bordsfäste) och föremålets tyngdpunkt vilket spiralfjädrarna genom att öka eller minska sin motkraft alltså kompenserar för. Summan av krafterna blir då noll så att hela anordningen befinner sig i ett ständigt tillstånd av vila.
Föremålet är i ovanstående fall en lamphållare med reflektor och strömbrytare. Men det kan lika gärna vara exempelvis en mikrofon eller en dokumenthållare. Konceptet används även för stora ritbord.

## Parallellstyrning
Flera av de utbalanserade ledarmaturerna för belysning, till exempel Anglepoise-lampan nr 1208, har så kallad parallellstyrd reflektorskärm. Med det menas att reflektorn alltid behåller sitt horisontella läge, eftersom rörstängerna i vinkelarmens båda bärarmar förhåller sig till varandra som parallellogrammer, när vinkelarmens position ändras och reflektorn flyttas.

## Galleri

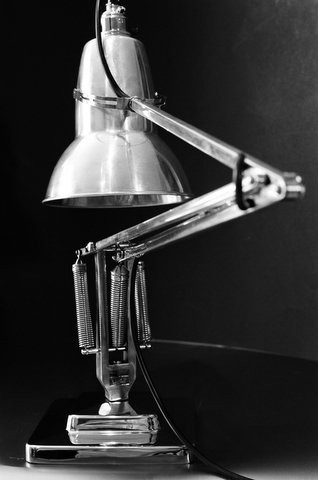
Uppföljaren nr 1227 med tre motviktsfjädrar och gaffelupphängd reflektor.
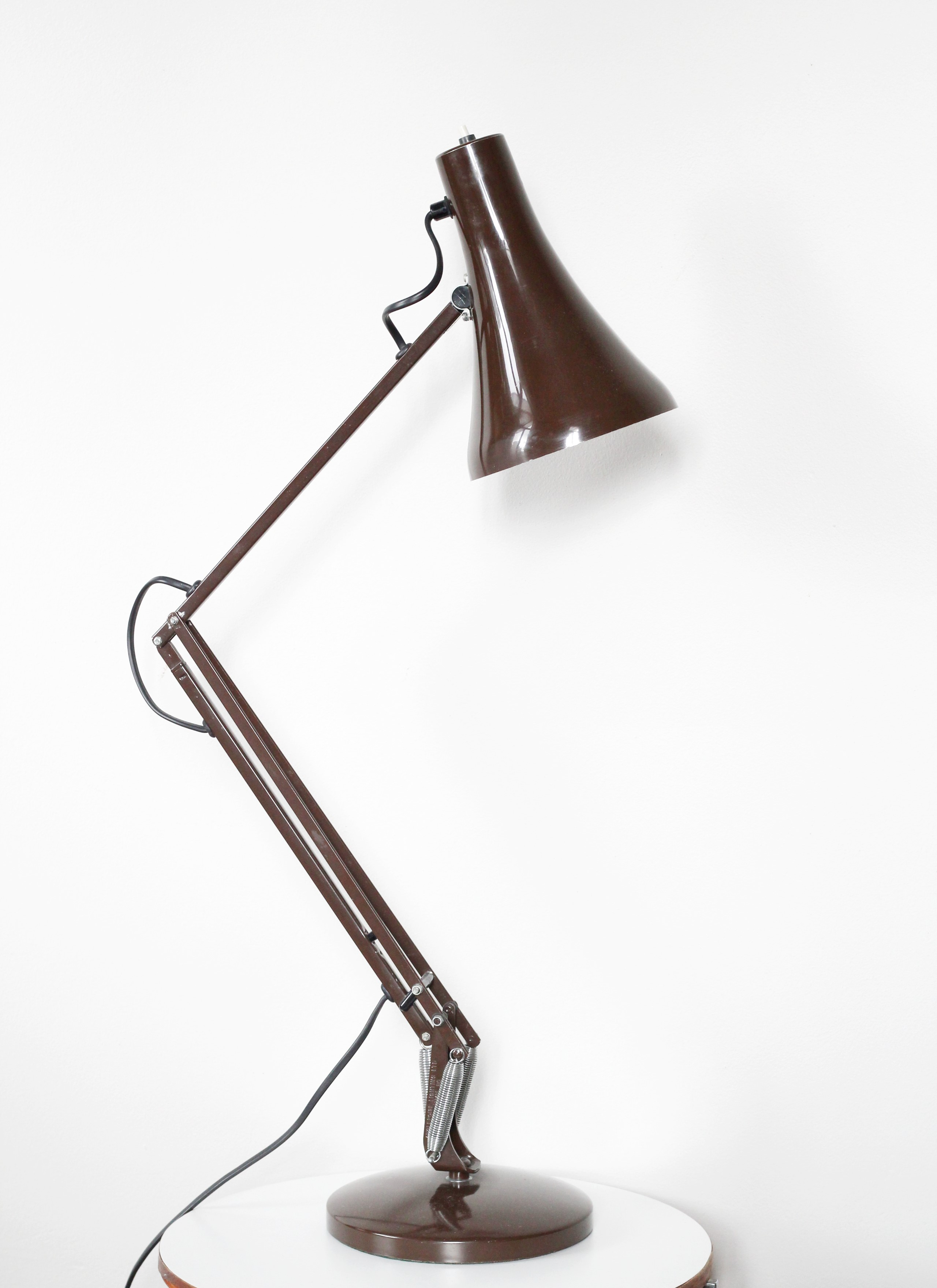
Anglepoise 90
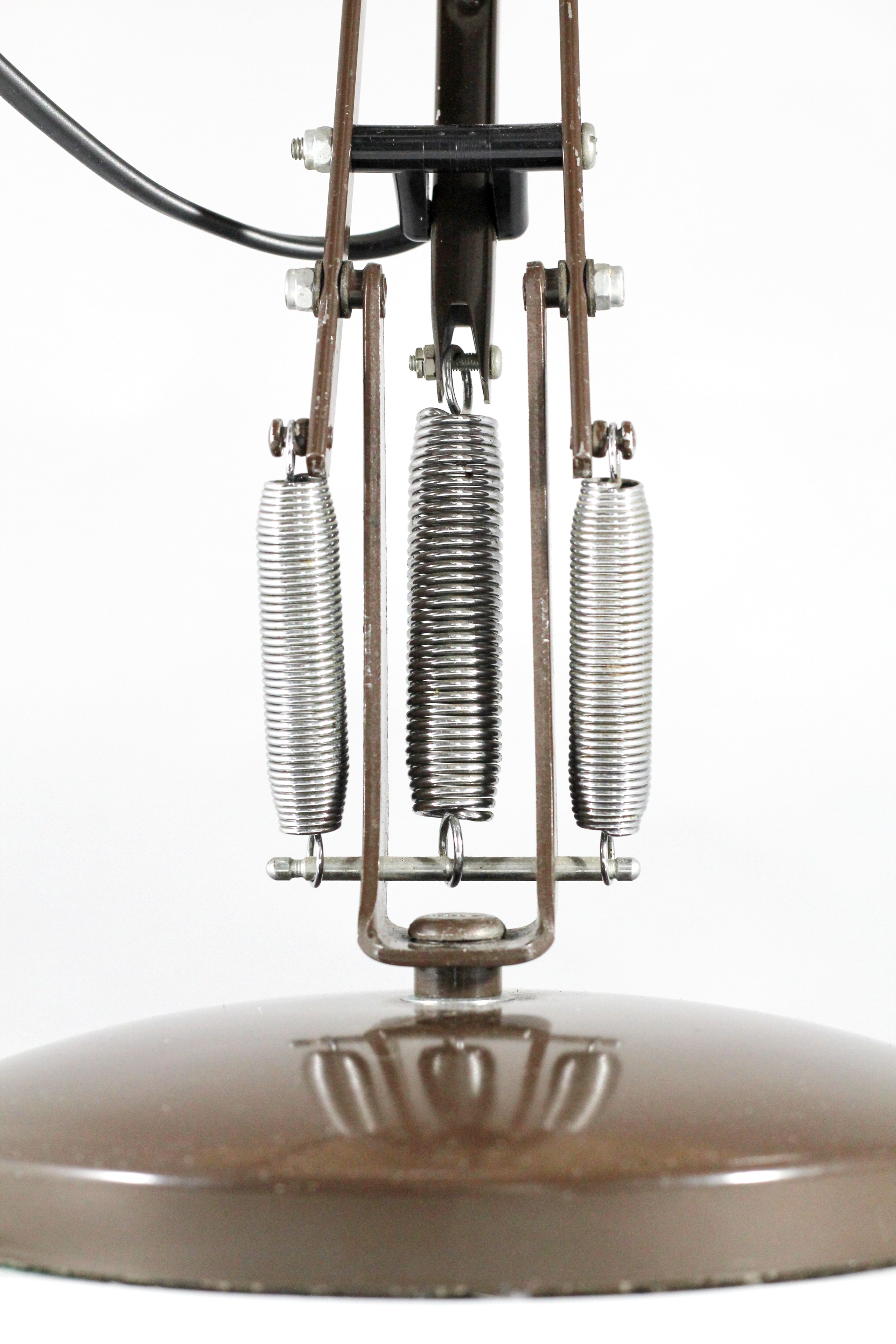
Anglepoise 90
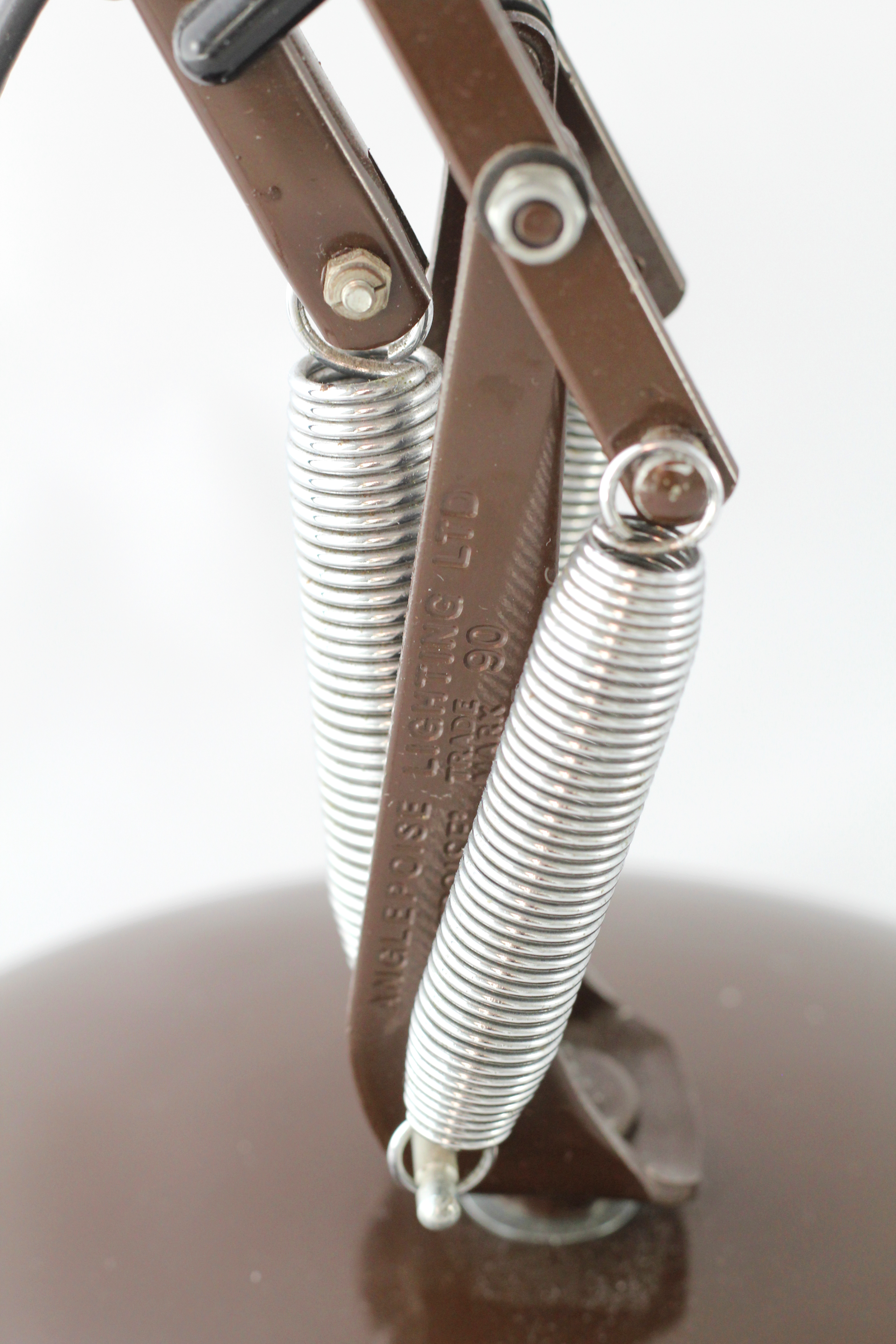
Anglepoise 90
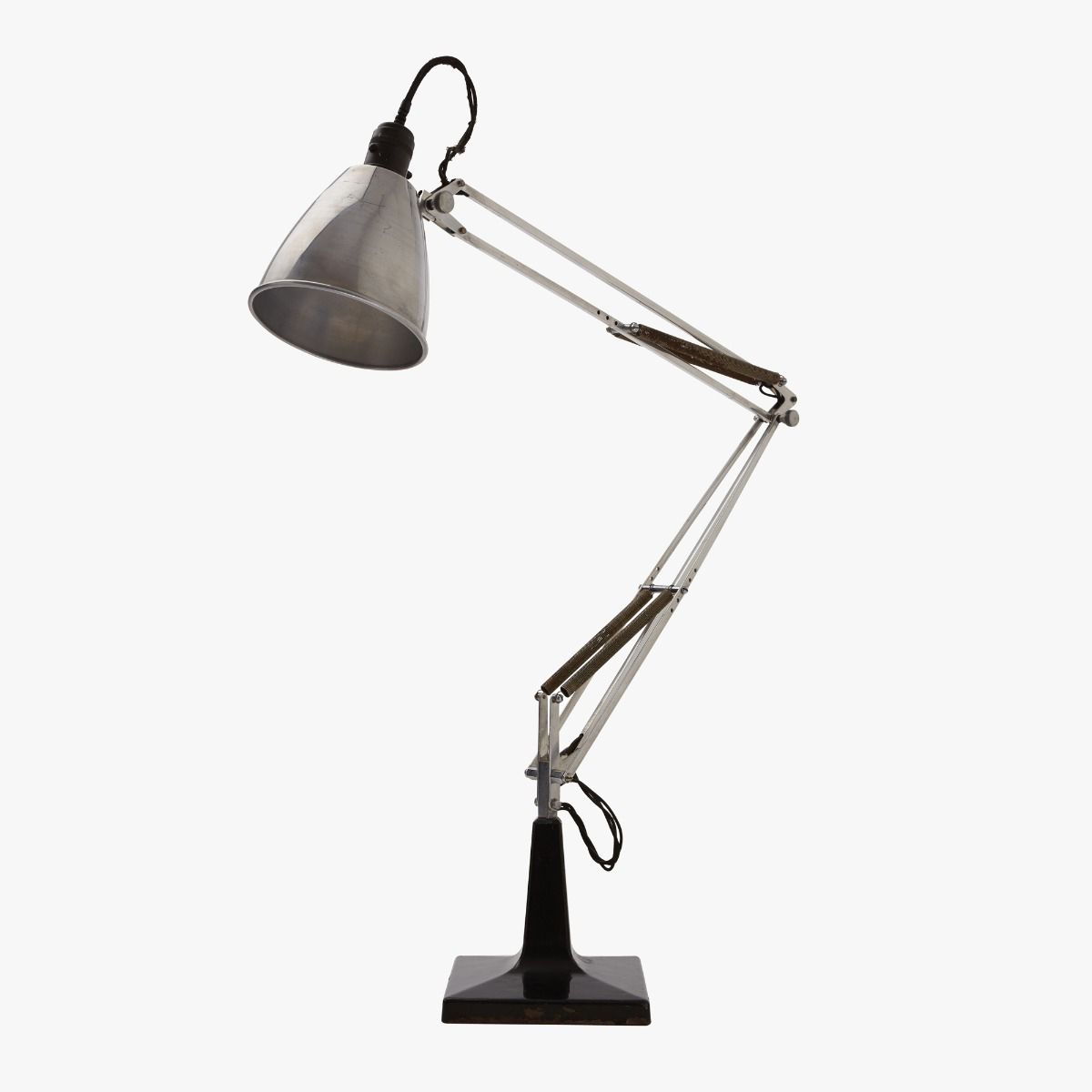
Anglepoise 1208
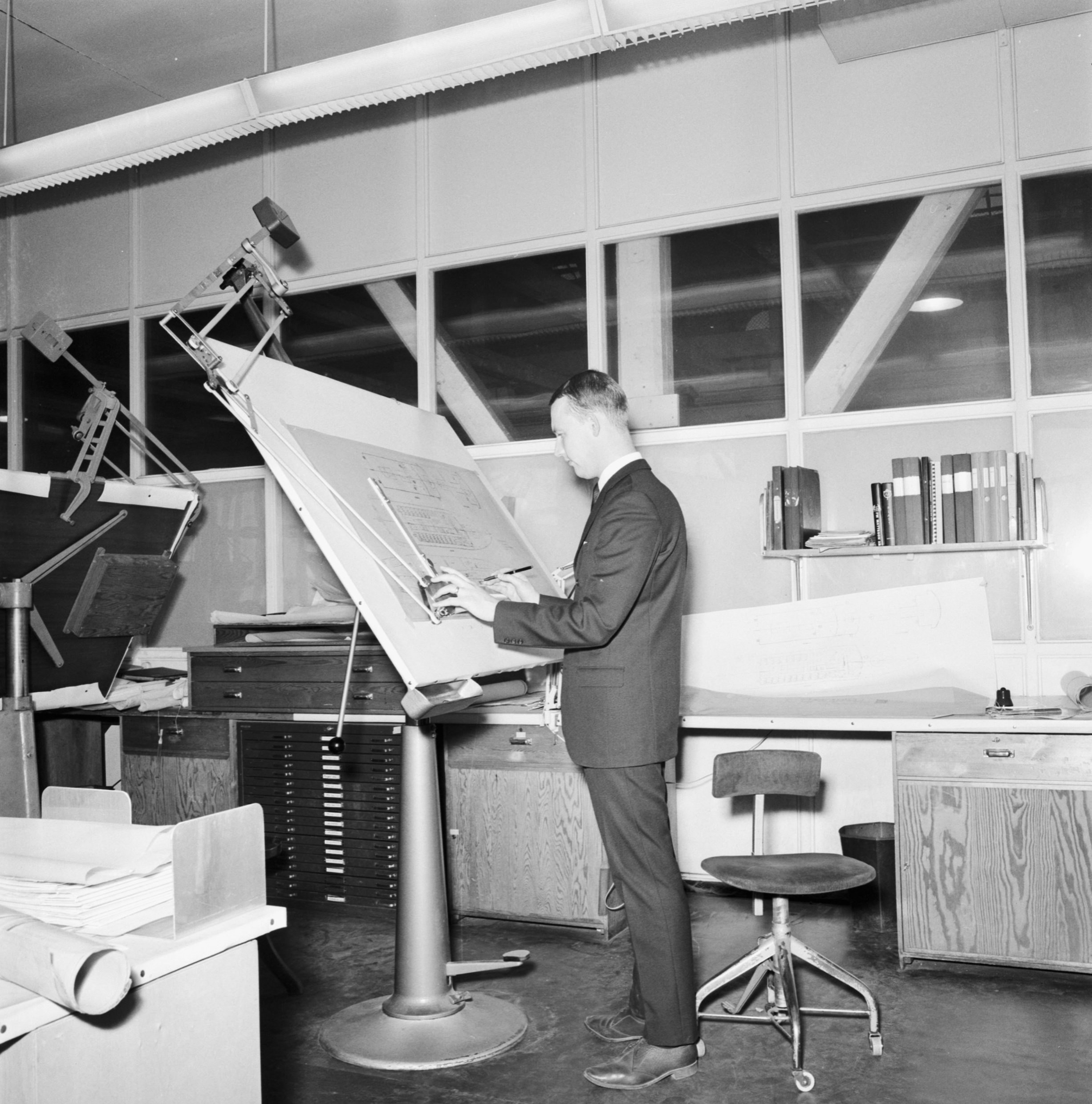
Parallellstyrd utbalanseringsmekanism avsedd för ritbord. Motvikten är placerad högst upp och använder tyngdkraften för att åstadkomma viloläge.